# Acalyptris lundiensis
Acalyptris lundiensis là một loài bướm đêm thuộc họ Nepticulidae. Nó được miêu tả bởi Scoble năm 1980. Nó được tìm thấy ở Zimbabwe.